# Ébredj fel Rockandrollia
Ébredj fel Rockandrollia – trzynasty studyjny album Hungárii, wydany w 1995 roku na MC i CD nakładem wytwórni EMI-Quint.
Album zajął pierwsze miejsce na węgierskiej liście przebojów.

## Lista utworów
1. „Ébredj fel, Rockandrollia” (3:34)
2. „Kroko-dili” (3:35)
3. „Mona Lisa” (4:13)
4. „Figaro” (3:33)
5. „Non-stop szerelem” (3:37)
6. „Malvin” (2:52)
7. „Riói kaland” (3:19)
8. „Hé, mister twist miniszter” (3:16)
9. „Cuncimókus” (3:36)
10. „Szuvenír” (3:26)
11. „Hol van már a tavalyi smár” (3:33)
12. „Álom luxus kivitelben” (3:54)
13. „Skubilidubili” (2:59)
14. „Helló Mancika” (3:50)
15. „Szaxi rakéta” (2:14)
16. „Ördögi rock'n roll” (2:23)
17. „Valaki várt rám” (2:57)
18. „Kasza Bubu” (3:42)